# Сербинов, Иван Львович
Иван Львович Сербинов (1872[…] или 12 [24] июня 1872, Николаев, Николаевское военное губернаторство — 1950[…] или 26 октября 1925, Одесса) — русский, советский миколог и микробиолог.

## Биография
Родился 12 (24) июля 1872 года в Николаеве. С 1883 по 1892 годы учился в гимназии при Санкт-Петербургском филологическом институте, по окончании которой поступил на естественное отделение физико-математического факультета Санкт-Петербургского университета. По окончании университета с 1899 года был хранителем ботанического кабинета на физико-математическом факультете.
В 1900 году работал в Военно-медицинской академии (ассистентом кафедры ботаники); в 1901 году — в петербургском женском медицинском институте.
С 1902 по 1905 год работал в Никитском ботаническом саду, изучая пчеловодство.
Вернувшись в Петербург в 1905 году стал работать в Петербургском ботаническом саду; преподавал в университете и в высших медицинских заведениях. В 1911 году, с 1 марта по 1 декабря преподавал естественную историю в 1-м реальном училище.
В 1907 году защитил магистерскую диссертацию «Организация и развитие некоторых грибов Chrytridineae Schroter». Читал в должности приват-доцента Петербургского университета курс фитопатологии; в 1914 году издал «Справочный календарь по борьбе с грибными болезнями плодовых, ягодных и огородных растений» и «Болезни ягодных кустарников и огородных растений и борьба с ними».
В 1916 году переехал на Украину. С 1916 года занимал должность приват-доцента Новороссийского университета в Одессе и одновременно, с 1918 года был профессором Одесского сельскохозяйственного института. Преподавал также в Одесском техникуме технологии зерна и муки.
Скончался 26 октября 1925 года в Одессе.

## Научная деятельность
Основные научные работы посвящены микологии, микробиологии и фитопатологии: он описал новые виды фитопатогенных бактерий и грибов; положил начало изучению физиологии грибов; разработал учение о смешанной инфекции при бактериозах.